# Casimir Funk

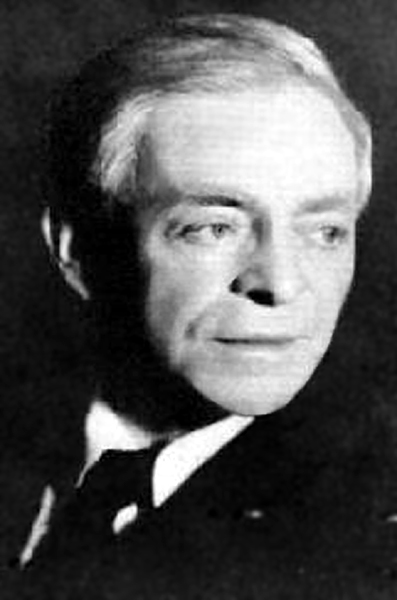
Casimir Funk, vor 1965

Casimir Funk, eigentlich Kazimierz Funk (* 23. Februar 1884 in Warschau, Russisches Kaiserreich; † 19. November 1967 in Albany, Vereinigte Staaten), war ein polnisch-US-amerikanischer Biochemiker. 1912 prägte er in der irrigen Annahme, dass alle der seit Ende des 19. Jahrhunderts erforschten Nahrungsinhaltsstoffe Aminogruppen enthielten, für sie den Begriff „Vitamine“, der sich trotz anderslautender späterer Erkenntnisse hielt.

## Leben
Funks Vater Jakub betrieb in Warschau, der Hauptstadt Russisch-Polens, eine Praxis für Dermatologie, in der Casimir Funk nach der Schule aushalf. Nach seinem Abitur 1900 ging er in die Schweiz, wo er an der Universität Genf Biologie und Chemie studierte. Seine Promotion erfolgte 1904 an der Universität Bern bei seinem Landsmann Stanisław Kostanecki. Anschließend arbeitete er am Institut Pasteur in Paris, später auch an der Universität Berlin und der Universität London.
Durch Erkenntnisse aus grundlegenden Arbeiten über Vitaminmangelerkrankungen, wie unter anderem Beriberi, führte Funk 1912 den Namen „Vital-Amine“ sowie kurz „Vitamine“ ein. Dabei verwendete er den Begriff gleich in zweifacher Hinsicht falsch. Was Funk als Beriberi-Vitamin bezeichnete, war weder ein Amin, noch wirkte es gegen Beriberi. Auf der Suche nach dem Anti-Beriberi-Faktor, dem Vitamin B1 oder Thiamin, hatte er 1914 Nicotinsäure, das Vitamin B3, isoliert. Letzteres ist nutzlos gegenüber Beriberi, zeigte bei der Behandlung von Pellagra jedoch Wirkung.
Nach Ausbruch des Ersten Weltkrieges wanderte Funk 1915 in die Vereinigten Staaten ein, wo er 1920 eingebürgert wurde. 1922 wurde er zum Mitglied der Leopoldina gewählt. 1923 kehrte er ins inzwischen unabhängige  Polen zurück, wo er am Staatlichen Hygieneinstitut als Direktor wirkte. 1927 verließ er Polen wieder Richtung Paris. 1936 konnte er die Struktur des Vitamin B1 entschlüsseln und entwickelte eine Methode zu dessen Synthese. Mit Ausbruch des Zweiten Weltkrieges zog der jüdische Wissenschaftler endgültig in die Vereinigten Staaten.
Funk starb 1967 an einem Krebsleiden. Ihm zu Ehren trägt der Funk-Gletscher in der Antarktis seinen Namen.